# Муравище-2
Мурави́ще-2 — орнітологічний заказник місцевого значення в Україні. Розташований у межах Ківерцівського району Волинської області, неподалік від села Муравище. 
Площа 15,4 га. Статус надано згідно з рішенням облвиконкому № 226 від 31 жовтня 1991 року. Перебуває у віданні ДП «Ківерцівське ЛГ» (Муравищенське л-во, кв. 29, вид. 14, кв. 37, вид. 10). 
Статус надано для збереження частини лісового масиву з різновіковими насадженнями берези повислої, вільхи чорної, осики з окремими деревами сосни звичайної та дуба. У трав'яному покриві зростають чорниця звичайна, лохина, журавлина болотна, бруслина бородавчаста. У заказнику гніздяться лелеки чорні (вид, занесений до Червоної книги України).